# セント・バーナード
セント・バーナード（英: St. Bernard）は、スイス原産の犬種である。あらゆる犬種の中で最大級の体格を誇り、成犬は標準で体高が65〜90cm、体重は50〜91kgほどにもなる。

## 歴史

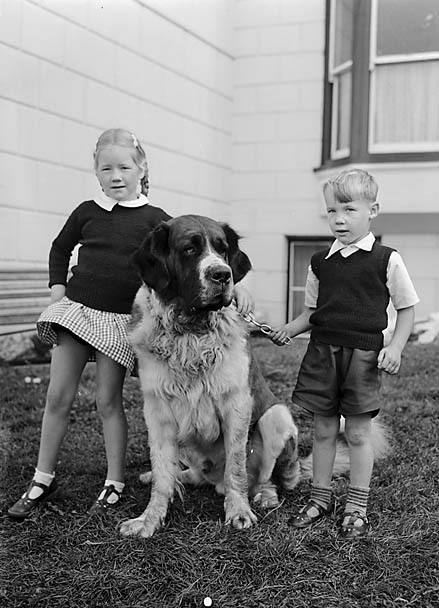
人間の子供との比較
（ウェールズ、1952年）

セント・バーナードは、2世紀頃にローマ帝国軍の軍用犬としてアルプスに移入されたモロシア犬が、その後独自の発達を遂げたものと考えられている。
17世紀中頃から、スイス・アルプスの山深いグラン・サン・ベルナール峠にある修道院にて雪中遭難救助犬として使役されるようになり、20世紀初頭に至るまで、2,500名もの遭難者を救助した。このエピソードは画家などの絵により首に体を温めるためのラム酒の小樽をぶらさげたスタイルで知られている。なかでも有名なのは、生涯に40名を救助した「バリー」号で、その活躍ぶりにちなんで、一時この犬種をバリー・ハウンド（バリー犬の意）と呼んだこともあった。これにちなんで東京消防庁の特別救助隊や消防救助機動部隊（ハイパーレスキュー）ではセント・バーナードが描かれたワッペンを車両と隊員の肩に付けている。
19世紀初め、病気と先天性疾患で絶滅危機に陥ったが、このときは、ニューファンドランドと交配させることにより、種を存続することができた。
1884年、グラン・サン・ベルナールの修道院にちなみ、サン・ベルナールと命名された。日本では英語読みの「セント・バーナード」が定着している。

## 特徴
- 超大型犬

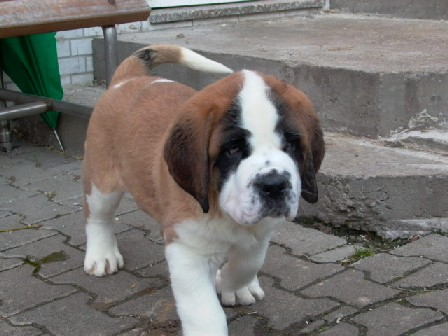
子犬

- 短毛種と長毛種の2種類があり、色は「白地に赤」あるいは「赤地に白」
- 性格・性質
温和、利口、従順、おっとりしている、寒さに強い、暑さには弱い
- 体高　オス70〜90cm、メス65〜80cm
- 体重　50〜91kg
- 寿命　8〜10年

過去最大の個体は、1970年にアメリカのミシガン州で誕生した「ベネディクティン・シュヴァルツヴァルト」号で、体高が99cm、体重は実に138kgに達したとされる。

## アルパイン・マスティフ

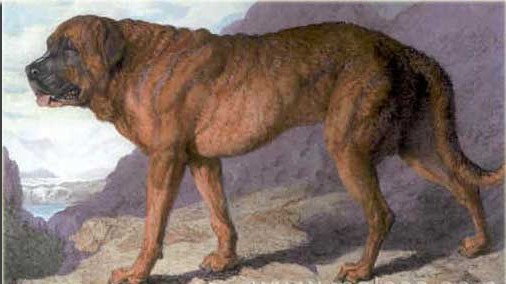
アルペン・マスティフ

アルパイン・マスティフ（英：Alpine Mastiff）とは、もともとセント・バーナードの原種であり、現在この名はセント・バーナードの別名の一つとして使われている。アルペン・マスティフとも称する。アルパイン・マスティフは既出の通り2世紀頃に原産地に置き去りにされたモロサスタイプの犬をもとに作出された犬種で、17世紀まで一つの犬種として繁殖が行われていた。主に番犬として使われていて、大きな体つきのわりには俊敏であったため泥棒除けとして重宝されていた。この能力を買われ、18世紀頃にサン・ベルナール修道院に本種が寄贈され、後にセント・バーナードのベースとなり、本種自体は絶滅してしまった。
アルパイン・マスティフはセント・バーナードよりもやや小型で骨が細く、脚が長く短毛で毛色の制限は無く、垂れ耳にサーベル形の垂れ尾という容姿をしていた。

## 登場する作品
- エドウィン・ランドシーア 『救出成功』-この絵から｢セントバーナードは樽に酒を入れて｣という創作が広まるが、実際に遭難者に酒を飲ませるとより危険な状態になるため樽の中身は救助具である[要出典]
- アニメ『アルプスの少女ハイジ』 - ヨーゼフという名のセント・バーナード犬が登場。アニメのみで原作には登場しない
- アニメ『あらいぐまラスカル』 - ハウザーという名のセント・バーナード犬が登場
- 映画『ベートーベン』、『ベートーベン2』 - 「ベートーベン」という名のセント・バーナードを主人公とした動物映画
- 小説『クージョ』、また本作を基にした映画『クジョー』　題名は物語の核になるセント・バーナードの名
- 番組「あっちこっち丁稚」 - 劇中には「伝次郎」という名前のセント・バーナードの着ぐるみキャラクターが登場した
- アニメ「アルプスの名犬バリー」 - 『まんが世界昔ばなし』の一篇
- アニメ『破裏拳ポリマー』 - 主人公の働く探偵事務所で飼われている「男爵」と言う名のセント・バーナードが登場。この犬は常に心中の表現として人間の言葉で自分の考えを表現していた。
- 漫画『夏のあらし!』 - ジョセフィーヌという名のセント・バーナード犬が登場。アニメでは第二期の第三話から登場する。
- アニメ『THE IDOLM@STER』 - いぬ美という名のセント・バーナード犬が登場。アニメでは第十六話から登場している。原作(ゲーム)では、THE IDOLM@STER SP(PSP版)から登場しているが、プロデューサー(主人公)に熊のような犬、怪獣みたいな巨大な犬と言われていただけで、絵が無かった。アニメにより初めて犬種が明らかになった。
- 漫画『あるぷす犬坊』 - 山上たつひこ作
- ゲーム『DETROIT:BECOME HUMAN』‐ハンク・アンダーソン警部補のペットの「スモウ」という名のセント・バーナード犬が登場。